# Cristiano Ronaldo - Il mondo ai suoi piedi
Cristiano Ronaldo – Il mondo ai suoi piedi (Cristiano Ronaldo: The World at His Feet) è un documentario del 2014 diretto da Tara Pirnia. 
Il film, di produzione statunitense, segue la vita e la carriera del calciatore portoghese Cristiano Ronaldo. È stato rilasciato tramite Vimeo a giugno 2014.
Il documentario è narrato dall'attore Benedict Cumberbatch.